# Église Saint-Élie de Moscopole
L'église Saint-Élie de Moscopole est une église orthodoxe située à Moscopole, en Albanie. Elle est protégée au titre des Monuments culturels d'Albanie.

## Architecture
L'église mesure 11,5 m de haut, 20 m de long et 13 m de large. Les deux collatéraux sont surmontés de toitures à pan unique. Le naos, dont la structure est semblable à celle d'une basilique, est composé d'une nef et de deux collatéraux séparés par deux rangées de colonnes. Ces colonnes en pierre reliées par des arches transversales. La nef centrale est illuminée par des fenêtres latérales. Le cloître et le narthex se trouvent au côté sud de l'église. Le côté ouest ne comporte pas de cloître. Le terrain de l'église était entouré de murs, à l'angle desquels se trouvait autrefois un clocher-tour, désormais détruit.